# سی پچ
سی پچ، روستایی از توابع بخش لاشار شهرستان نیک‌شهر در استان سیستان و بلوچستان ایران است.

## جمعیت
این روستا در دهستان چانف قرار دارد و براساس سرشماری مرکز آمار ایران در سال ۱۳۸۵، جمعیت آن زیر سه خانوار بوده‌است.